# Mesones de Isuela
Mesones de Isuela ist ein nordspanischer Ort und eine Gemeinde (municipio) mit nur noch 266 Einwohnern (Stand: 2024) im Westen der Provinz Saragossa im Westen der Autonomen Region Aragonien. Der Ort gehört zur bevölkerungsarmen Serranía Celtibérica.

## Lage und Klima
Der Ort Mesones de Isuela liegt am Río Isuela etwa 30 km südöstlich der maximal ca. 2315 m hohen Sierra de Moncayo und knapp 80 km (Fahrtstrecke) südwestlich der Provinzhauptstadt Saragossa nahe der Grenze zur altkastilischen Provinz Soria in einer Höhe von ca. 520 bis 600 m. Das Klima ist gemäßigt bis warm; der eher spärliche Regen (ca. 400 mm/Jahr) fällt mit Ausnahme der trockenen Sommermonate übers Jahr verteilt.

## Bevölkerungsentwicklung
| Jahr      | 1857 | 1900 | 1950 | 2000 | 2017 |
| Einwohner | 810  | 615  | 781  | 374  | 274  |

Die Mechanisierung der Landwirtschaft, die Aufgabe bäuerlicher Kleinbetriebe und der damit verbundene Verlust von Arbeitsplätzen führten seit der Mitte des 20. Jahrhunderts zu einem deutlichen Bevölkerungsschwund (Landflucht).

## Wirtschaft
Jahrhundertelang lebten die Bewohner des Ortes direkt oder indirekt als Selbstversorger von der Landwirtschaft, zu der auch die Viehhaltung gehörte. Die Verarbeitung von Schafwolle war im 16. und 17. Jahrhundert ein bedeutender Wirtschaftsfaktor. Heute spielen Obstbaumplantagen und Weinbau wesentliche Rollen im Wirtschaftsleben des Ortes; außerdem werden Ferienwohnungen (casas rurales) vermietet.

## Geschichte

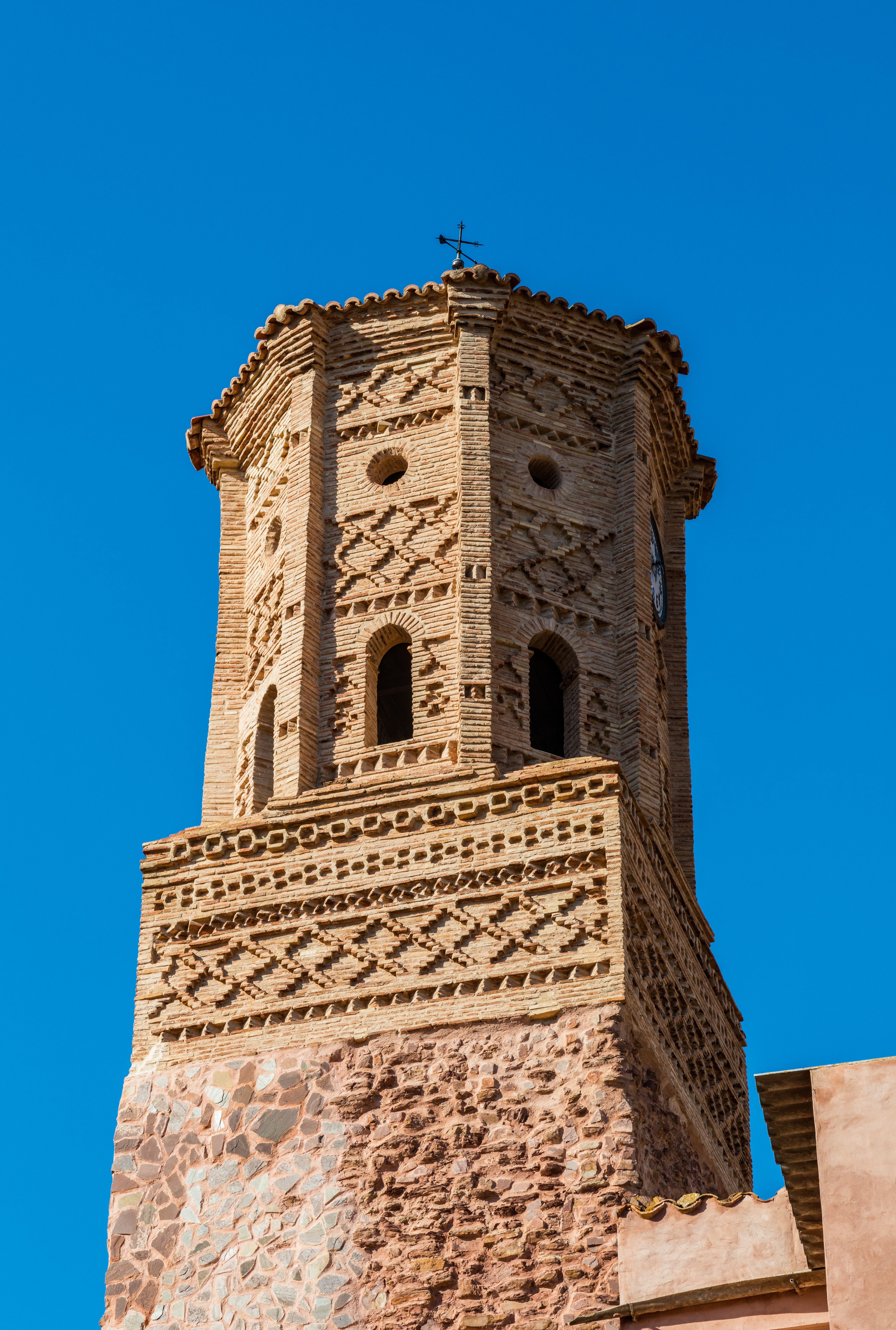
Mesones de Isuela – Glockenturm (campanar)

Obwohl der Ort zum Siedlungsgebiet der keltiberischen Lusonen gehörte, wurden Keltiberische, römische und westgotische Spuren bislang nicht entdeckt. Im 8. Jahrhundert drangen arabisch-maurische Heere bis ins obere Ebro-Tal vor; zuweilen wird die örtliche Burg noch auf die Mauren zurückgeführt. Um das Jahr 1120 wurde die Gegend von Alfons I. von Aragón zurückerobert (reconquista); er übergab sie dem Templerorden und später dem Haus Luna. Sie war lange Zeit zwischen den Königreichen Aragón und Kastilien umstritten (Guerra de los Dos Pedros); dieser Streit endete erst mit der Eheschließung der Katholischen Könige Isabella I. von Kastilien und Ferdinand II. von Aragón im Jahr 1469.

## Sehenswürdigkeiten
- Eine an der höchsten Stelle des Ortes erbaute Burg (castillo) existierte wohl schon in maurischer Zeit; sie wurde im 13. und 14. Jahrhundert von der Familie Fernández de Luna neugebaut. Die Burg hat einen regelmäßig rechteckigen Grundriss von ca. 80 × 35 m; in den Ecken und an den beiden Längsseiten befinden sich Rundtürme.[4][5][6]
- Die einschiffige Kirche La Asunción de Nuestra Señora wurde um die Mitte des 16. Jahrhunderts (wahrscheinlich anstelle eines Vorgängerbaus) errichtet. Sie besteht mit Ausnahme des Portals und der Ecksteine aus unbehauenen, aber ehemals verputzten Bruchsteinen; die beiden Obergeschosse des Glockenturms (campanar) sind dagegen in Mudéjar-Manier aus Ziegelsteinen gemauert, wobei der Turm zahlreiche geometrische Steinmuster zeigt. Das im 18. Jahrhundert modernisierte Kirchenschiff wird von einem spätgotischen Sterngewölben überspannt. Das Altarretabel (retablo) stammt aus dem 19. Jahrhundert.[7][8]